# Jolivue (Virginia)
Jolivue es un lugar designado por el censo situado en el condado de Augusta, Virginia  (Estados Unidos). Según el censo de 2010 tenía una población de 1.129 habitantes.

## Demografía
Según el censo del 2000, Jolivue tenía 1.037 habitantes, 551 viviendas, y 249 familias. La densidad de población era de 203,2 habitantes por km².
De las 551 viviendas en un 17,8%  vivían niños de menos de 18 años, en un 34,5%  vivían parejas casadas, en un 7,8% mujeres solteras, y en un 54,8% no eran unidades familiares. En el 49,4% de las viviendas  vivían personas solas el 26,7% de las cuales correspondía a personas de 65 años o más que vivían solas. El número medio de personas viviendo en cada vivienda era de 1,88 y el número medio de personas que vivían en cada familia era de 2,76.
Por edades la población se repartía de la siguiente manera: un 17,7% tenía menos de 18 años, un 6,1% entre 18 y 24, un 30,3% entre 25 y 44, un 20,9% de 45 a 60 y un 25% 65 años o más.
La edad media era de 42 años.  Por cada 100 mujeres de 18 o más años  había 70,6 hombres.
La renta media por vivienda era de 27.672$ y la renta media por familia de 40.150$. Los hombres tenían una renta media de 29.313$ mientras que las mujeres 25.395$. La renta per cápita de la población era de 18.905$. En torno al 6% de las familias y el 10,4% de la población estaban por debajo del umbral de pobreza.

## Localidades adyacentes
El siguiente diagrama muestra a las localidades más próximas a Jolivue.